# Marie Fortunata d'Este
Marie Fortunata d'Este (24. listopadu 1731, Modena – 21. září 1803, Benátky) se narodila jako modenská princezna, dcera vévody Františka III. z Modeny. Sňatkem s bratrancem Louisem Françoisem Josephem, princem z Conti, se stala princeznou královské krve, hraběnkou z La Marche a později poslední princeznou z Conti; byla také členkou francouzského dvora krále Ludvíka XV. a Ludvíka XVI.

## Život
Marie Fortunata se narodila ve vévodském paláci v Modeně jako osmé dítě/čtvrtá dcera modenského vévody Františka III. d'Este a jeho manželky Šarloty Aglaé Orleánské, Mademoiselle de Valois – vnučky krále Ludvíka XIV. a jeho milenky Madame de Montespan. Jejím nejstarším přeživším sourozencem byla starší sestra Marie Tereza, následována bratrem, budoucím vévodou Herkulem III. z Modeny. Zbytek sourozenců buď zemřel v dětství nebo se nikdy neoženili či neprovdali.
Marie Fortunata byla známá svou hlubokou zbožností, nesmělostí a půvabem. Matka se od jejího otce odloučila ve 40. letech, když byla u modenského dvora odhalena její aféra s vévodou de Richelieu. Matka ve francouzském exilu však dokázala zařídit sňatky pro své dvě dcery. Nejstarší dcera Marie Tereza Felicitas se provdala za matčina bratrance, vévodu z Penthièvre, nejbohatšího muže Francie a budoucího tchána Filipa Égalité. Marie Fortunata se provdala také za bratrance, Louise Françoise Josepha de Bourbon, dědice prince z Conti.

## Manželství
Jako dědic svého otce byl její manžel u dvora znám jako comte de La Marche. Manželská smlouva byla podepsána 3. ledna 1759 v Miláně francouzským velvyslancem u turínského dvora. Svatba v zastoupení se konala 7. února 1759 v Miláně. Sňatek, na němž se již manželé setkali se uskutečnil 27. února ve francouzském městě Nangis-en-Brie. Marie Fortunata obdržela od otce věno ve výši milionu livrů. Po příjezdu do Francie ještě dostala od manžela 150.000 livrů, dar od krále Ludvíka XV. Mladá comtesse de La Marche byla představena králi, královně a zbytku královské rodiny představena 5. března 1759 princeznou vdovou z Conti, manželovou babičkou. Pár se nikdy nesblížil a nikdy neměl děti. Někteří dvořané tvrdili, že za to nesla odpovědnost milenka Fortunatina manžela, Marie Anna Véronèse, známá jako Mademoiselle Coraline. Véronèse byla tanečnicí v italském divadle. Louis François měl s milenkou dvě nemanželské děti narozené v roce 1761 a 1767. V roce 1768 Marie Fortunata požádala krále a dvůr o přítomnost její neteře Luisy Marie Adelaidy Bourbonské. Její neteř se v dubnu 1769 nakonec provdala za Ludvíka Filipa Josefa Orleánského, vévodu z Chartres a budoucího Filipa Égalité.
V roce 1770 se uskutečnila svatba francouzského dauphina s rakouskou arcivévodkyní Marií Antonií. Marie Fortunée, jak jí ve Francii říkali, s manželem byli jedním z dvanácti párů, které novomanžele doprovázeli do opery v paláci Versailles, která byla vybudována pro královskou svatbu.

## Princezna z Conti
V roce 1776 zemřel tchán Marie Fortunée a z jejího manžela se stala hlava domu Conti. Zbožná, taktní a velmi kultivovaná Marie Fortunée nebyla součástí královnina bližšího kruhu ve Versailles. Udržovala velmi dobré vztahy se svým švagrem, vévodou z Penthièvre, který v roce 1754 přišel o manželku. Dobře vycházela také se svými dvěma neteřemi, princeznou de Lamballe a budoucí orleánskou vévodkyní.
V roce 1784 se setkala se švédským králem Gustavem III., když inkognito pod jménem hrabě z Hagy navštívil Francii a bydlel v Hôtelu de Toulouse, později se setkala také s princem Jindřichem Pruským, bratrem Fridricha Velikého. V roce 1786 se také setkala se svou neteří Marií Beatrice d'Este a jejím manželem, arcivévodou Ferdinandem Karlem, synem císařovny Marie Terezie. Pár byl ve Francii pod jménem hrabě a hraběnka z Nettembourgu.

### Exil
Pár de Conti se oficiálně rozešel v roce 1777, přestože spolu manželé nežili již od roku 1775. V roce 1780 Marie Fortunée získala Château de Triel. Během krize roku 1789, když byli ve Versailles povolány generální stavy, Marie Fortunée podporovala královskou rodinu a dokonce podnikla pochod do kostela svatého Ludvíka. Později pod jménem comtesse de Triel uprchla z revoluční Francie. Poté se uchýlila nejdříve do Bruselu a nakonec se usadila v Chambéry, tehdy části Sardinského království. V roce 1791 se přestěhovala do Fribourgu, malé vesnici ve Švýcarsku, známé tím, že ji osídlili francouzští emigranti. Bylo to také velmi silně zbožné místo, čímž bylo pro zbožnou princeznu atraktivní.
V roce 1794 nechala svou praneteř Adelaidu Orleánskou, aby s ní po svém útěku z Francie zůstala. Její matka, orleánská vévodkyně, byla uvězněna v Palais du Luxembourg v Paříži. Postarší Marie Fortunée a mladá Adelaida si zařídily nový domov v Bavorsku. V létě roku 1800 byly ženy opět nuceny k útěku, tentokrát kvůli Napoleonovi; odjely do Uherska. V Uhersku je navštívila Fortunatina neteř Marie Beatrice. Marie Beatrice byla dědičkou Fortunatina staršího bratra, v roce 1796 však o svá vévodství Modenu a Reggiu kvůli Napoleonovi přišla.

### Pozdější léta
V roce 1801 viděla Marie Fortunée v Barceloně opětovné setkání Adelaidy Orleánské s matkou, orleánskou vévodkyní vdovou, kterou propustili z vězení a vyhostili z Francie. Později se Marie Fortunée rozhodla stáhnout se do kláštera Navštívení Panny Marie v Benátkách. Do kláštera se přestěhovala 19. října spolu se třemi svými služebnými a věrnou přítelkyní, comtesse des Roches, která princeznu po celou dobu doprovázela do všech jejích evropských exilů. Princezna Marie Fortunée zemřela 21. září 1803 ve věku jednasedmdesáti let na zánět průdušnice. Pohřbena byla v klášterní kapli, kde byli pohřbeni také její starší bratr Herkules III. z Modeny a starší sestra Matylda.
Comtesse des Roches zemřela někdy po Marii Fortunée a byla v klášterní kapli pohřbena také. Fortunatin manžel zemřel v roce 1814.

## Tituly a oslovení
- 24. listopadu 1731 – 7. února 1759: Její nejjasnější Výsost princezna Marie Fortunata
- 7. února 1759 – 2. srpna 1776: Její Jasnost hraběnka z La Marche
- 2. srpna 1776 – 21. září 1803: Její Jasnost princezna z Conti

## Vývod z předků
|                        |                                       |  |              |                                      |  |  |  |  |  |  |  | Alfons III. d'Este |
|                        |                                       |  |              |                                      |  |  |  |  |  |  |  |                    |
|                        | František I. d'Este                   |  |              |                                      |  |  |  |  |  |  |  |                    |
|                        |                                       |  |              |                                      |  |  |  |  |  |  |  |                    |
|                        |                                       |  |              | Isabela Savojská                     |  |  |  |  |  |  |  |                    |
|                        |                                       |  |              |                                      |  |  |  |  |  |  |  |                    |
|                        | Rinaldo d'Este                        |  |              |                                      |  |  |  |  |  |  |  |                    |
|                        |                                       |  |              |                                      |  |  |  |  |  |  |  |                    |
|                        |                                       |  |              | Taddeo Barberini                     |  |  |  |  |  |  |  |                    |
|                        |                                       |  |              |                                      |  |  |  |  |  |  |  |                    |
|                        | Lukrécie Barberini                    |  |              |                                      |  |  |  |  |  |  |  |                    |
|                        |                                       |  |              |                                      |  |  |  |  |  |  |  |                    |
|                        |                                       |  |              | Anna Colonna                         |  |  |  |  |  |  |  |                    |
|                        |                                       |  |              |                                      |  |  |  |  |  |  |  |                    |
|                        | František III. d'Este                 |  |              |                                      |  |  |  |  |  |  |  |                    |
|                        |                                       |  |              |                                      |  |  |  |  |  |  |  |                    |
|                        |                                       |  |              | Jiří Brunšvicko-Lüneburský           |  |  |  |  |  |  |  |                    |
|                        |                                       |  |              |                                      |  |  |  |  |  |  |  |                    |
|                        | Jan Fridrich Brunšvicko-Lüneburský    |  |              |                                      |  |  |  |  |  |  |  |                    |
|                        |                                       |  |              |                                      |  |  |  |  |  |  |  |                    |
|                        |                                       |  |              | Anna Eleonora Hesensko-Darmstadtská  |  |  |  |  |  |  |  |                    |
|                        |                                       |  |              |                                      |  |  |  |  |  |  |  |                    |
|                        | Šarlota Brunšvicko-Lüneburská         |  |              |                                      |  |  |  |  |  |  |  |                    |
|                        |                                       |  |              |                                      |  |  |  |  |  |  |  |                    |
|                        |                                       |  |              | Eduard Falcký                        |  |  |  |  |  |  |  |                    |
|                        |                                       |  |              |                                      |  |  |  |  |  |  |  |                    |
|                        | Benedikta Jindřiška Falcko-Simmernská |  |              |                                      |  |  |  |  |  |  |  |                    |
|                        |                                       |  |              |                                      |  |  |  |  |  |  |  |                    |
|                        |                                       |  |              | Anna Gonzagová                       |  |  |  |  |  |  |  |                    |
|                        |                                       |  |              |                                      |  |  |  |  |  |  |  |                    |
| Marie Fortunata d'Este |                                       |  |              |                                      |  |  |  |  |  |  |  |                    |
|                        |                                       |  |              |                                      |  |  |  |  |  |  |  |                    |
|                        |                                       |  | Ludvík XIII. |                                      |  |  |  |  |  |  |  |                    |
|                        |                                       |  |              |                                      |  |  |  |  |  |  |  |                    |
|                        | Filip I. Orleánský                    |  |              |                                      |  |  |  |  |  |  |  |                    |
|                        |                                       |  |              |                                      |  |  |  |  |  |  |  |                    |
|                        |                                       |  |              | Anna Rakouská                        |  |  |  |  |  |  |  |                    |
|                        |                                       |  |              |                                      |  |  |  |  |  |  |  |                    |
|                        | Filip II. Orleánský                   |  |              |                                      |  |  |  |  |  |  |  |                    |
|                        |                                       |  |              |                                      |  |  |  |  |  |  |  |                    |
|                        |                                       |  |              | Karel I. Ludvík Falcký               |  |  |  |  |  |  |  |                    |
|                        |                                       |  |              |                                      |  |  |  |  |  |  |  |                    |
|                        | Alžběta Šarlota Falcká                |  |              |                                      |  |  |  |  |  |  |  |                    |
|                        |                                       |  |              |                                      |  |  |  |  |  |  |  |                    |
|                        |                                       |  |              | Šarlota Hesensko-Kasselská           |  |  |  |  |  |  |  |                    |
|                        |                                       |  |              |                                      |  |  |  |  |  |  |  |                    |
|                        | Šarlota Aglaé Orleánská               |  |              |                                      |  |  |  |  |  |  |  |                    |
|                        |                                       |  |              |                                      |  |  |  |  |  |  |  |                    |
|                        |                                       |  |              | Ludvík XIII.                         |  |  |  |  |  |  |  |                    |
|                        |                                       |  |              |                                      |  |  |  |  |  |  |  |                    |
|                        | Ludvík XIV.                           |  |              |                                      |  |  |  |  |  |  |  |                    |
|                        |                                       |  |              |                                      |  |  |  |  |  |  |  |                    |
|                        |                                       |  |              | Anna Rakouská                        |  |  |  |  |  |  |  |                    |
|                        |                                       |  |              |                                      |  |  |  |  |  |  |  |                    |
|                        | Františka Marie Bourbonská            |  |              |                                      |  |  |  |  |  |  |  |                    |
|                        |                                       |  |              |                                      |  |  |  |  |  |  |  |                    |
|                        |                                       |  |              | Gabriel de Rochechouart de Mortemart |  |  |  |  |  |  |  |                    |
|                        |                                       |  |              |                                      |  |  |  |  |  |  |  |                    |
|                        | Madame de Montespan                   |  |              |                                      |  |  |  |  |  |  |  |                    |
|                        |                                       |  |              |                                      |  |  |  |  |  |  |  |                    |
|                        |                                       |  |              | Diane de Grandseigne                 |  |  |  |  |  |  |  |                    |
|                        |                                       |  |              |                                      |  |  |  |  |  |  |  |                    |